# Soraya
Soraya, właśc. Soraya Raquel Lamilla Cuevas (ur. 11 marca 1969, zm. 10 maja 2006) – kolumbijsko-amerykańska piosenkarka, gitarzystka, producentka muzyczna i aranżerka.
Odniosła sukces jako gwiazda popularnej muzyki latynoamerykańskiej. W czasie swojej dziesięcioletniej kariery wydała pięć albumów. W 2004 roku jeden z nich, zatytułowany Soraya, został wyróżniony Latin Grammy Award. Soraya zmarła z powodu raka piersi w wieku 37 lat.

## Dyskografia
- 1996: En Esta Noche / On Nights Like This
- 1997: Torre de Marfil / Wall of Smiles
- 2000: Cuerpo y Alma / I’m Yours
- 2003: Soraya / Soraya International version
- 2005: El Otro Lado de Mí